# Graf skierowany

Przykład grafu skierowanego

Graf skierowany, sgraf, graf zorientowany digraf, od ang. directed graph, DG – rodzaj grafu rozważanego w teorii grafów. Graf skierowany definiuje się jako uporządkowaną parę zbiorów. Pierwszy z nich zawiera wierzchołki grafu, a drugi składa się z krawędzi grafu, czyli uporządkowanych par wierzchołków. Ruch po grafie możliwy jest tylko w kierunkach wskazywanych przez krawędzie. Graf skierowany można sobie wyobrazić jako sieć ulic, z których każda jest jednokierunkowa. Ruch pod prąd jest zakazany. Najczęściej grafy skierowane przedstawia się jako zbiór punktów reprezentujących wierzchołki połączonych strzałkami (stąd nazwa) albo łukami zakończonymi grotem (strzałką, zwrotem).

## Definicja formalna
Matematyczna definicja zakłada, że graf skierowany {\displaystyle G} to uporządkowana para {\displaystyle G:=\langle V,A\rangle } spełniająca następujące warunki:
1. {\displaystyle V} (vertex) to zbiór wierzchołków,
2. {\displaystyle A} to zbiór uporządkowanych par nazywanych krawędziami skierowanymi, który jest podzbiorem iloczynu kartezjańskiego {\displaystyle V\times V}
3. Krawędź:

{\displaystyle e=(a,b)}
rozumiana jest jako skierowana z wierzchołka {\displaystyle a} do {\displaystyle b.}
Alternatywna definicja zakłada, że graf skierowany {\displaystyle G} definiuje dwójka: {\displaystyle G=\langle V;E\rangle ,} gdzie {\displaystyle V} jest dowolnym, niepustym zbiorem zwanym zbiorem wierzchołków, natomiast {\displaystyle E} jest podzbiorem iloczynu kartezjańskiego {\displaystyle V\times V,} czyli:
1. {\displaystyle V\neq \varnothing ,}
2. {\displaystyle E\subseteq P_{2}(V).}

Elementy rodziny {\displaystyle E(G)} są nazwane krawędziami grafu. Krawędź {\displaystyle \{u,v\}} można w skrócie oznaczać {\displaystyle uv.} Mówimy, że krawędź {\displaystyle e=uv} łączy wierzchołki {\displaystyle u} i {\displaystyle v.}
Moc zbioru {\displaystyle V} nazywamy rzędem grafu {\displaystyle G} i oznaczamy przez {\displaystyle |V|,} a moc zbioru {\displaystyle E} nazywamy jego rozmiarem i oznaczamy przez {\displaystyle \|G\|.} Niekiedy w definicjach krawędzi zakłada się, że kierunek ruchu pomiędzy nimi jest określany przez kolejny zbiór. W takim podejściu mamy podstawowy graf nieskierowany oraz zbiór określający, które z kierunków ruchu są w nim dozwolone. W efekcie powstaje struktura równoważna dla grafu skierowanego.